# لوان جاقاریان
'لوان سیمونی جاقاریان (ارمنی: Լևան Սիմոնի Ճաղարյան؛ روسی: Лева́н Семёнович Джагаря́н؛ زادهٔ ۷ سپتامبر ۱۹۵۷) یک، و دیپلمات ارمنی‌تبار اهل روسیه است که از تاریخ ۱۷ اکتبر ۲۰۱۱ سمت سفیر فوق‌العاده و تام‌الاختیار فدراسیون روسیه در ایران را برعهده دارد.

## زندگی‌نامه
جاقاریان در ۷ سپتامبر ۱۹۵۷ به دنیا آمد و در پژوهشکدهٔ دولتی روابط بین‌المللی مسکو تحصیل کرده و به زبان‌های پارسی، انگلیسی، ارمنی، گرجی و فرانسوی سخن می‌گوید. او از سال ۱۹۸۶ در جایگاه‌های گوناگون در وزارت امور خارجه در داخل و خارج از روسیه مشغول به کار بوده‌است.

## جوایز
- نشان دوستی (۱۸ مه ۲۰۲۱) — به خاطر مشارکت عالی در پیاده‌سازی سیاست خارجی فدراسیون روسیه و سال‌های بسیار خدمت دیپلماتیک با وظیفه‌شناسی.[۱]
- تزئین خدمت بی عیب و نقص (۲۵ ژانویهٔ ۲۰۰۸) — به خاطر مشارکت عالی در پیاده‌سازی سیاست خارجی فدراسیون روسیه و سال‌های بسیار خدمت دیپلماتیک با وظیفه‌شناسی و دیپلماسی بی عیب و نقص.[۲]